# 2090年9月23日日食
2090年9月23日日食为一次在协调世界时2090年9月23日出現的一次日全食。該次日食食分為1.0562，食甚維持時間3分36秒。

## 概述
這次日食的食分是1.0562，全食維持3分36秒。

## 基本參數
- 類型：日全食
- 食最大地點資料：
  - 日期：2090年9月23日
  - 時間：16時56分36秒
  - 地點：61N 40W
  - 食分：1.0562
  - 日全食持續時間：3分36秒

## 外部連結
- NASA未來日食資料（页面存档备份，存于）
- 可見區域圖和時間統計：由弗雷德·埃斯佩纳克做出的日食預報，NASA/GSFC
  - Google互動地圖呈現的日食範圍
  - 貝塞爾元素